# Independence-klassen
Independence-klassen er en ny skibsklasse indenfor begrebet Litoral Combat Ship (LCS) udviklet til brug i United States Navy.
Skrogdesignet er en udvikling fra et projekt i firmaet Austal til at designe en skib der kan gå op mod 40 knob. Skrogdesignet udviklede sig til en trimaranfærgen (HSC Benchijigua Express). Dette er udgangspunktet for Independence-klassen der blev lagt frem som konsortiet Austal og General Dynamics bud på US Navy's fremtidige fleksible krigsskibe til brug i kystnære områder. To designs blev godkendt Independence-klassen og Freedom-klassen. De to designs skal i den sidste runde af konkurrencen bygge et antal skibe for at overbevise flåden om at skulle satse på deres design. Vinderen af konkurrencen skal forventelig bygge op til 55 skibe i klassen.
I starten af 2011 var det første skib i klassen, USS Independence (LCS-2) indgået i flådens operative søprøver, mens det andet skib i klassen, USS Coronado (LCS-4) forventelig bliver søsat i midten af 2011. Oprindeligt var planen at der skulle bygges et enhed af hver design, men dette blev efterfølgende ændret til to, og igen ændret til ti af hver klasse.

## Konstruktion
USS Independence blev køllagt ved Austal USA skibsværftet i Mobile i Alabama den 19. januar 2006. Det andet skib i klassen blev annulleret i november 2007, men blev genbestilt i maj 2009 og køllagt december samme år under navnet USS Coronado kort før Independence's søsætning. 
Udviklingen og konstruktionen af Independence havde i juni 2009 kostet 704 USD, eller 220 % over budget. Det oprindelige projekt var berammet til 220 millioner dollars. Independence begyndte sine værftsprøver i juli 2009, tre efter planen grundet vedligeholdelsesplaner. En læk i bagbord gasturbine betød at søprøverne blev ændret, men værftsprøverne og flådens søprøver blev gennemført frem til november måned. selvom værftsprøverne viste 2.080 fejl og mangler blev skibene overført til US Navy i midten af november og indgik i flådens tal i midten af januar 2010.
Efter flere uoverensstemmelser mellem hvordan de to skibsklasser blev testet og bedømt anmodede US Navy i november 2010 kongressen om at godkende konstruktionen af yderligere otte skibe i både Freedom- og Independence-klasserne.

## Skibene
Stambesætningen på skibene er 40 mand, der dog skal suppleres af op til yderligere 35 mand afhængig af rollen. Beboelsesområdet er placeret umiddelbart under broen. Skibene bryder også med en tradition i den amerikanske flåde, da man benytter et joystick frem for det normale ror.
Selvom trimaranskroget øger den samlede kontakt med vandet i forhold til katamaraner og enkeltskrogede skibe, men giver stadig skibene i klassen evnen til at sejle op i mod 50 knob i længere perioder. Austal udtaler at designet vil benytte 33 procent mindre brændstof end den konkurrerende Freedom-klasse, men Kongressens budgetkontor er kommet frem til at brændstofudgifterne maksimalt vil udgøre 18 procent af Freedom-klassens samlede levetidsomkostninger og derfor ikke vil indgå som en faktor i bedømmelserne af skibene.

### Modulære missionspakker
Independence-klassen er som udgangspunkt kun bevæbnet til selvforsvar og udstyret til at medbringe en stab. I modsætning til traditionelle krigsskibe er et LCS ikke udstyret med fast offensiv bevæbning, men derimod med et modulært missionsspecifikt containersystem der kan ændre skibene til den nødvendige rolle til missionen, meget lig det noget ældre danske StanFlex-koncept.
Klassens indre lastrum, eller flexdæk, kan benyttes til flere forskellige formål, blandt kan skibet benyttes til et højhastighedstransportfartøj eller en platform for specialstyrker. Lastrummet er 1.410 kvadratmeter og fylder det meste af pladsen under hangaren og helikopterdækket. Lastrummets er i alt 11.000 kubikmeter og er designet til at have plads til at medbringe et missionsmodul og have et andet i reserve i lastrummet således at klassen ikke er afhængig af et venligt støttepunkt for at skifte missionsmodul.
Udover fragt og missionsmoduler på containerstørrelse er der fire vognbaner til Stryker-vogne, pansrede Humvees og tilhørende tropper. En elevator kan flytte genstande på op til seks meter fra flexdækket til helikopterdækket og dermed er klassen i stand til at flytte større genstande med helikopter til søs. En port og rampe på siden giver skibene en roll-on/roll-off-kapacitet.

### Bevæbning og sensorpakke
Et Raytheon Evolved SeaRAM luftforsvarssystem er installeret på hangartaget. SeaRAM kombinerer sensorpakken fra en Phalanx 1B CIWS med våbenpakken fra en RIM-116 RAM, hvorved man har skabt et autonomt system.
Independence-klassen benytter en såkaldt integreret LOS mast, Sea Giraffe 3D radar og en SeaStar Safire FLIR. Northrop Grumman har demonstreret integration af eksterne sensorer i skibets kampinformationssystem benyttet på klassens skibe. Skibets sider er vinklet for give den mindste radarsignatur. Skibenes organiske Seahawk-helikopter er i stand til at foretage persontransporter, SAR, ASW og ASuW.
Helikopterdækket på 1.030 kvadratmeter kan understøtte den samtidige brug af enten to Seahawk helikoptere, adskillige UAV og droner, eller en CH-53 Sea Stallion helikopter. Trimaranskroget gør skibet i stand til at foretage helikopteroperationer i op til Sea state 5.
Skibenes operationsrum er integreret med skibenes bro frem for det normalt separate operationsrum i traditionelle krigsskibe.

## Afledte designs
Austal har produceret en meget mindre og langsommere trimaran benævnt 'Multi-Role Vessel' (Multirollefartøj). Selvom skibet kun er den halve størrelse af LCS-designet, vil det stadig være ganske brugbart for grænsebevogtning eller antipiratoperationer.

## Skibe i klassen
| Pnt.   | Navn               | Kølen lagt        | Søsat             | Indgået         | Navngivet af             | Skæbne             | Kaldesignal |
| ------ | ------------------ | ----------------- | ----------------- | --------------- | ------------------------ | ------------------ | ----------- |
| LCS-2  | Independence       | 19. januar 2006   | 28. april 2008    | 16. januar 2010 | Doreen A. Scott          | I tjeneste         | -           |
| LCS-4  | Coronado           | 17. december 2009 | 14. januar 2012   | 15. april 2014  | Susan Keith              | I tjeneste         | -           |
| LCS-6  | Jackson            | 1. august 2011    | 14. december 2013 | -               | Katherine Holmes Cochran | Under udrustning   | -           |
| LCS-8  | Montgomery         | 25. juni 2013     | 6. august 2014    | -               | Mary Blackshear Sessions | Under udrustning   | -           |
| LCS-10 | Gabrielle Giffords | 16. april 2014    | 25. februar 2015  | -               | Roxanna Green            | Under udrustning   | -           |
| LCS-12 | Omaha              | 18. februar 2015  | -                 | -               | -                        | Under konstruktion | -           |
| LCS-14 | Manchester         | 29. juni 2015     | -                 | -               | -                        | Under konstruktion | -           |
| LCS-16 | Tulsa              | -                 | -                 | -               | -                        | Under konstruktion | -           |
| LCS-18 | Charleston         | -                 | -                 | -               | -                        | Under konstruktion | -           |
| LCS-20 | Cincinatti         | -                 | -                 | -               | -                        | Bestilt            | -           |
| LCS-22 | -                  | -                 | -                 | -               | -                        | Bestilt            | -           |
| LCS-24 | -                  | -                 | -                 | -               | -                        | Bestilt            | -           |